# Alfréd Vajaji
Alfréd Vajaji (* 27. září 1969 Slavičín) je bývalý slovenský fotbalový útočník.

## Hráčská kariéra
Odchovanec Brodského hrál v České republice za SK Tatran Poštorná, kde na sebe upozornil výkony v Moravskoslezské fotbalové lize a Poháru Českomoravského fotbalového svazu (dnes FAČR) v sezoně 1994/95.
Ve středu 21. září 1994 vstřelil vítězný gól v zápase 3. kola Poháru ČMFS proti prvoligovému mužstvu Boby Brno, které poštorenští překvapivě porazili 2:1 (brněnští vedli brankou Cupáka, těsně před poločasem srovnal z pokutového kopu M. Látal). Třetiligová Poštorná, která nejprve přešla přes dva divizní soupěře – v 1. kole výhrou 5:2 na hřišti Dolního Němčí ze skupiny D a ve 2. kole nejtěsnějším vítězstvím na hřišti Slezanu Frýdek-Místek ze skupiny E – poté ve 4. kole na domácím hřišti zaskočila dalšího prvoligového soupeře. Brankami Šindeláře (80. minuta) a K. Kulyka (89., Poštorná hrála od 81. minuty v deseti bez vyloučeného Petrovského) vyrovnala dvougólový náskok Sigmy Olomouc (2:2), aby nakonec vyhrála penaltový rozstřel v poměru 3:1 (hráno 5. října 1994) a postoupila do čtvrtfinále pohárové soutěže. V něm 19. dubna 1995 nestačila na obhájce trofeje a pozdějšího finalistu, prvoligovou Viktoriu Žižkov, které na Žižkově podlehla 0:5 brankami Krejčíka (2), Poborského, Jančuly a Notina.
Z Poštorné zamířil do Rakouska, kde hrál v ročníku 1995/96 čtvrtou nejvyšší soutěž za Austriu Klagenfurt, s níž postoupil do 3. nejvyšší soutěže. Začátkem listopadu 1996 se vrátil na Slovensko, když se stal hráčem MŠK Petrimex Prievidza. V Prievidzi si zahrál I. slovenskou ligu, v níž vstřelil jeden gól.
Od 31. července 1997 do 30. srpna téhož roku byl hráčem izraelského prvoligového klubu Maccabi Petah Tikva. Od září 1997 do první poloviny února 2001 byl opět hráčem Brodského. Kariéru uzavřel v nižších rakouských soutěžích.

### Ligová bilance
| Ročník                                 | Zápasy | Góly | Minuty | Klub                   |
| -------------------------------------- | ------ | ---- | ------ | ---------------------- |
| Moravskoslezská fotbalová liga 1994/95 | –      | 1    | –      | SK Tatran Poštorná     |
| 1. slovenská fotbalová liga 1996/97    | –      | 1    | –      | MŠK Petrimex Prievidza |
| CELKEM I. LIGA SR                      | –      | 1    | –      |                        |
| CELKEM III. LIGA ČR – MSFL             | –      | 1    | –      |                        |